# قبة طراباي الشريفي
قبة طراباي الشريفي هو ضريح من أواخر العصر المملوكي في القاهرة يضم قبر الأمير طرباي الشريفي بالإضافة إلى سبيل وكُتاب ُشُيد في عام 1503-1504م. يقع الضريح في قرافة باب الوزير على حافة منطقة الدرب الأحمر في القاهرة التاريخية. توجد بوابة مجاورة تتيح الوصول من هذه المنطقة إلى باقي القرافة. تعتبر القبة مثالاً جيدًا للعمارة المملوكية المتأخرة، حيث تجمع بين الرقي الفني والزخرفي والوظيفة العملية في ترتيب عناصره المختلفة.

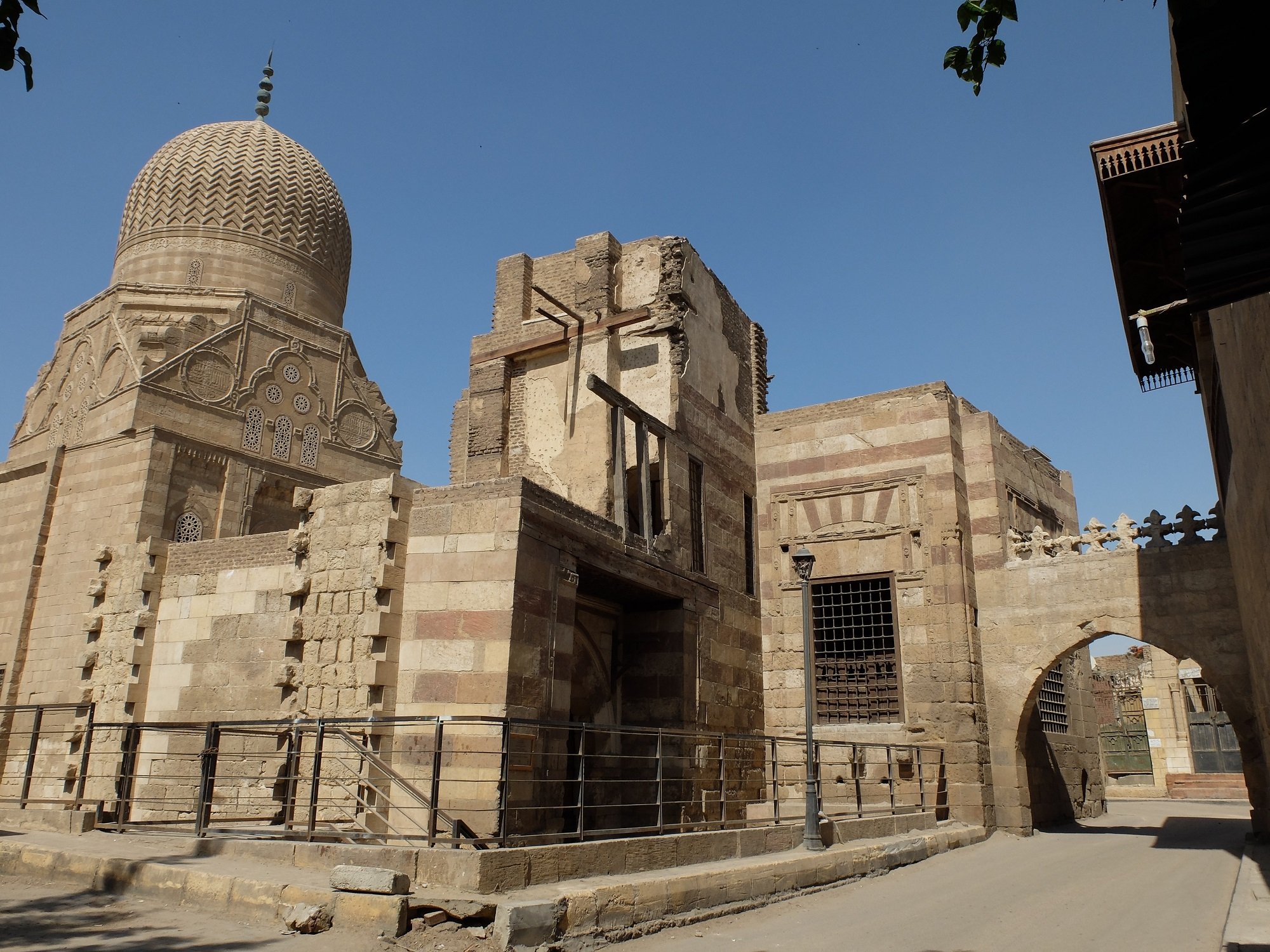
يضم مجمع طربيه الضريح على اليسار وسبيل كتاب على اليمين بجوار البوابة.

كان الأمير طراباي عبدًا مملوكيًا اشتراه قايتباي الذي شغل منصب زعيم المماليك في مصر في عهد السلطان الغوري (1501-1516).
يوجد بجانب القبة ضريح ورباط أزدومور، اللذين تم بناؤهما في نفس الفترة. أزدومور هو مملوك آخر اشتراه قايتباي ، رغم أنه لا يوجد ما يوضح حقيقة العلاقة القائمة، إن وُجدت، بينه وبين طرباي.
رمّم صندوق الآغا خان للثقافة الموقع بين عامي 2006 و2009، والذي نفذ مبادرات أخرى للحفاظ على البيئة في منطقة الدرب الأحمر في القاهرة.